# Annette Carlén-Karlsson
Annette Elisabeth Carlén-Karlsson (* 2. August 1956 in Kristinehamn) ist eine ehemalige schwedische Eisschnellläuferin.

## Werdegang
Carlén-Karlsson, die für den Karlstad SK startete, wurde in den Jahren 1978 sowie 1980 schwedische Meisterin im Sprint-Mehrkampf und errang zudem bei schwedischen Meisterschaften viermal den dritten sowie zweimal den zweiten Platz. International trat sie erstmals bei den Juniorenweltmeisterschaften 1975 in Strömsund, wobei sie den 18. Platz im Mini-Mehrkampf errang. In den folgenden Jahren nahm sie an zehn Mehrkampfweltmeisterschaften (1978 in Helsinki, 1979 in Den Haag, 1980 in Hamar, 1981 in Québec, 1982 in Inzell, 1983 in Karl Marx Stadt, 1984 in Deventer, 1985 in Sarajevo. 1986 in Den Haag und 1987 in West Allis) und an sechs Sprintweltmeisterschaften (1978 in Lake Placid, 1979 in Inzell, 1981 in Grenoble, 1982 in Alkmaar, 1983 in Helsinki und 1985 in Heerenveen) teil. Ihre besten Platzierungen dabei waren der neunte Platz im Jahr 1981 im Mini-Mehrkampf und der achte Rang im Jahr 1978 im Sprint-Mehrkampf. Zudem startete sie bei sechs Mehrkampfeuropameisterschaften (1981 in Heerenveen, 1982 in Heerenveen, 1983 in Heerenveen, 1984 in Almaty, 1985 in Groningen und 1987 in Groningen). Dabei erreichte sie im Jahr 1984 mit dem siebten Platz im Kleinen Vierkampf ihr bestes Ergebnis.
Bei den Olympischen Winterspielen 1980 in Lake Placid belegte Carlén-Karlsson den 24. Platz über 500 m, den 20. Rang über 1500 m, den 18. Platz über 3000 m sowie den zehnten Platz über 1000 m und bei den Olympischen Winterspielen 1984 in Sarajevo den 18. Platz über 500 m, den 12. Rang über 1500 m, den 11. Platz über 3000 m sowie den neunten Platz über 1000 m. Bei der 3-Bahnen-Tournee in Inzell lief sie im Jahr 1985 auf den zweiten Platz und im Jahr 1986 auf den ersten Rang im Mehrkampf. Im Eisschnelllauf-Weltcup startete sie ausschließlich in der Saison 1985/86. Dabei kam sie 12-mal unter den ersten Zehn und holte in Inzell über 1500 m ihren einzigen Weltcupsieg. Zudem errang sie dort über 3000 m sowie beim zweiten Lauf über 1500 m jeweils den zweiten Platz und gewann damit zum Saisonende die Gesamtwertung über 1500 m. Außerdem erreichte sie den siebten Platz in der Gesamtwertung über 500 m, den vierten Rang in der Gesamtwertung über 1000 m sowie den zweiten Platz in der Gesamtwertung über die Langdistanzen.

## Erfolge

### Olympische Spiele
- 1980 Lake Placid: 10. Platz 1000 m, 18. Platz 3000 m, 20. Platz 1500 m, 24. Platz 500 m
- 1984 Sarajevo: 9. Platz 1000 m, 11. Platz 3000 m, 12. Platz 1500 m, 18. Platz 500 m

### Mehrkampf-Weltmeisterschaften
- 1978 Helsinki: 15. Platz Mini-Mehrkampf
- 1979 Den Haag: 22. Platz Mini-Mehrkampf
- 1980 Hamar: 20. Platz Mini-Mehrkampf
- 1981 Québec: 9. Platz Mini-Mehrkampf
- 1982 Inzell: 10. Platz Mini-Mehrkampf
- 1983 Karl Marx Stadt: 11. Platz Kleiner Vierkampf
- 1984 Deventer: 13. Platz Kleiner Vierkampf
- 1985 Sarajevo: 10. Platz Kleiner Vierkampf
- 1986 Den Haag: 10. Platz Kleiner Vierkampf
- 1987 West Allis: 16. Platz Kleiner Vierkampf

### Sprint-Weltmeisterschaften
- 1978 Lake Placid: 8. Platz Sprint-Mehrkampf
- 1979 Inzell: 25. Platz Sprint-Mehrkampf
- 1981 Grenoble: 10. Platz Sprint-Mehrkampf
- 1982 Alkmaar: 12. Platz Sprint-Mehrkampf
- 1983 Helsinki: 15. Platz Sprint-Mehrkampf
- 1985 Heerenveen: 12. Platz Sprint-Mehrkampf

### Mehrkampf-Europameisterschaften
- 1981 Heerenveen: 12. Platz Mini-Mehrkampf
- 1982 Heerenveen: 10. Platz Mini-Mehrkampf
- 1983 Heerenveen: 9. Platz Kleiner Vierkampf
- 1984 Almaty: 7. Platz Kleiner Vierkampf
- 1985 Groningen: 10. Platz Kleiner Vierkampf
- 1987 Groningen: 8. Platz Kleiner Vierkampf

### Weltcupsiege
| Nr. | Datum          | Ort    | Disziplin |
| --- | -------------- | ------ | --------- |
| 1.  | 4. Januar 1986 | Inzell | 1500 m    |

## Persönliche Bestleistungen
| Disziplin | Zeit        | Datum             | Ort    |
| --------- | ----------- | ----------------- | ------ |
| 500 m     | 42,00 s     | 15. November 1984 | Inzell |
| 1000 m    | 1:24,00 min | 17. März 1983     | Almaty |
| 1500 m    | 2:06,76 min | 14. Januar 1984   | Almaty |
| 3000 m    | 4:29,98 min | 7. Dezember 1985  | Inzell |
| 5000 m    | 7:52,42 min | 9. März 1986      | Inzell |